# Devadatta ducatrix
Devadatta ducatrix là loài chuồn chuồn trong họ Amphipterygidae. Loài này được Lieftinck mô tả khoa học đầu tiên năm 1969.